# Sergej Jakovlev
Sergej Jakovlev (født 12. april 1976) er en kasakhisk forhenværende professionel cykelrytter, som senest kørte for kasakhiske Astana Pro Team.